# 毕增祺
毕增祺（1925年1月—2023年2月21日），男，安徽歙县人，中国肾内科专家，曾任北京协和医院教授、博士生导师。